# El Pinzán, Huetamo
El Pinzán är en ort i Mexiko.   Den ligger i kommunen Huetamo och delstaten Michoacán de Ocampo, i den södra delen av landet, 250 km väster om huvudstaden Mexico City. El Pinzán ligger 416 meter över havet och antalet invånare är 124.
Terrängen runt El Pinzán är huvudsakligen kuperad, men åt nordväst är den bergig. El Pinzán ligger nere i en dal. Runt El Pinzán är det ganska glesbefolkat, med 23 invånare per kvadratkilometer. Närmaste större samhälle är La Quetzería, 12,5 km sydost om El Pinzán. I omgivningarna runt El Pinzán växer huvudsakligen savannskog.